# アダム・ワット
アダム・ワット（Adam Watt、1967年11月10日 - ）は、オーストラリア出身の男性キックボクサー、プロボクサー、空手家。元SB世界ヘビー級王者。元WKAキックボクシング世界クルーザー級王者。ボクシングOPBF東洋太平洋クルーザー級王者。

## 概要
長い手足を武器に空手、キックボクシング、ボクシングで名を馳せた。クルーザー級の選手であったためK-1ヘビー級では体格差に苦しんだが、2001年後半に肉体改造を行い体重を増加させてからは、K-1のトーナメントで優勝するなど結果を出していた。

## 来歴

### 空手時代
後楽園ホールで行われたキックボクシングの試合で来日し、試合後石井和義に誘われ正道会館に入門。
正道会館でトレーニングする傍ら、英会話教師としても働いていた。
1991年10月10日、正道会館が主催した「カラテワールドカップ '91」に出場。決勝戦で後川聡之に敗れ準優勝に終わる。
正道会館では昇級・昇段審査は受けず、白帯で通した。

### プロ格闘家時代
正道会館で実力を付け始めたワットは、ボクシングやK-1、キックボクシングに挑戦を続けた。
1992年3月5日、リングスに提携した正道会館勢の1人として、尼崎市記念公園総合体育館で初参戦を果たした。ハンス・ナイマンと対戦し時間切れ引き分けに終わる。しかし、リングス有明大会「光臨」では初来日したピーター・アーツとキックボクシングルールで対戦。2R2分42秒肘打ちでKO負け。
1993年4月30日、リングスの興行「後楽園実験リーグ '93 Round2」に参戦。レガースや肘パット等の着用が義務付けられた特別キックルールで、当時シュートボクシング重量級のエースであった岩下伸樹（龍生塾）と対戦。1R1分56秒でKO勝利。パンチを振り回しながら前に出たところに、バックハンドブローをまともに食らってしまった岩下は鼻骨を骨折し大流血、しばらく立つことが出来なかった。
1993年9月4日、『K-2 GRAND PRIX '93』に参戦。1回戦でボブ・ゼンキフォーにKO勝ち。準決勝でアーネスト・ホーストにTKO負け。
1993年12月19日、『K-1 ILLUSION』でジェラルド・ゴルドーと対戦。2R2分7秒、右バックブローでKO勝ち。
1995年8月24日、シュートボクシング「S-cup Thunder and lightning」でマンソン・ギブソンと対戦し、判定勝ち。
1995年10月27日、シュートボクシング『S-cup BOMBER!!』で、ビル・ラスファーに2R3分40秒右ハイキックでKO勝ち。シュートボクシング世界スーパーイーグル級王座を獲得。
その後、国際式ボクシングに転向し、1999年9月17日、OPBF東洋太平洋クルーザー級王座を獲得した。
2000年10月17日、ジョニー・ネルソンの持つWBO世界クルーザー級王座に挑戦するも5RKO負け。
2001年4月29日、『K-1 WORLD GP 2001 in OSAKA』でK-1復帰。初戦でワットより20㎏以上重いレイ・セフォーに敗れるが、勝ったセフォーが腰部筋挫傷を起こし準決勝を棄権したため、ワットが準決勝進出。「自分も足を痛めていたので試合をすべきか迷った」と語っていたが、準々決勝でピーター・グラハムから左フックで2度ダウンを奪い1RKO勝利した。決勝戦でジェロム・レ・バンナと対戦するが、セフォー戦以上の圧倒的な体格差（26kg差）により敗れて準優勝に終わった。ワットはK-1トップファイター達と対戦して技術差は感じなかったものの、明らかな体格差による不利を感じたと語り、ボクシングのクルーザー級に戻る可能性も示唆したが、大会終了後に肉体改造を決意。以降は10㎏以上体重を増加させて戦うことになる。
2001年10月8日、『K-1 WORLD GP 2001 in FUKUOKA』に参戦。肉体改造を行い体重を増加させたワットは準決勝でWBFのボクシングタイトルを保持していたマイク・ベルナルドと対戦。1R芸術的なカウンターの左フックでダウンを奪うと、そのままラッシュを仕掛け再度ダウンを奪いKO勝ち。K-1トップファイター相手に大きな勝利を得た。
同日、決勝戦でマーク・ハントと対戦。2Rにベルナルドを一撃で倒したカウンターのフックを完璧にヒットさせるが、直後に右フックでダウンを奪われた。2Rに2回、3Rに1回と計3度のダウンを奪われるが立ち上がり健闘するも、最後はハントのパンチで額から出血。ダウンした際にドクターチェックが行われて無念のドクターストップ。またしても、準優勝に終わった。
2001年12月8日、『K-1 WORLD GP 2001 決勝戦』では、GPのリザーブマッチでマイク・ベルナルドと再戦。3R終盤にローキックでダウンを奪われ、判定3-0で敗れた。この試合は2週間前という急オファーを受けたために体重等も含めたコンディションを作れなかったことが敗因だと試合後のインタビューで述べた。
2002年2月18日、K-1 オセアニアGPのトーナメントに参戦して、一回戦でクレイ・アウミタギに2RKO勝ち、ジェイソン・サティーに3R判定勝ち、決勝ではアンドリュー・ペックに1RKO勝ち。K-1オセアニアトーナメントを制覇した。
2002年8月7日、『K-1 WORLD GP 2002 in LAS VEGAS』のトーナメントに参戦。準々決勝でパヴェル・マイヤーに判定負け。

### 逮捕
2006年4月25日の午前6時15分ごろに、住んでいるマンションの真下の住居に不法侵入し、住人の女性に通報され逮捕された。本人によると、その日の午前2時30分ごろに帰宅する前に知り合いの女性と食事しワインを2本あけたという。同年11月22日に裁判所から無罪判決が出た。
2008年9月、オーストラリアにて違法化学物質エフェドリンの輸入に関わった容疑で逮捕された。拘留中にサンドウィッチトースターで殴られる暴行を受け、一時は心肺停止の状態に陥る重傷を負った。障害が残った状態ではあるが回復し、所内暴行について係争している。またこの影響で2014年に裁判を受けられる健康状態ではないとみなされ違法化学物質輸入容疑の告訴を取り下げられている。

## 戦績

### キックボクシング
| キックボクシング 戦績 | キックボクシング 戦績 | キックボクシング 戦績 | キックボクシング 戦績 | キックボクシング 戦績 | キックボクシング 戦績 | キックボクシング 戦績 |
| --------------------- | --------------------- | --------------------- | --------------------- | --------------------- | --------------------- | --------------------- |
| 49 試合               | (T)KO                 | 判定                  | その他                | 引き分け              | 無効試合              |                       |
| 37 勝                 | 30                    | 7                     |                       |                       | 0                     |                       |
| 12 敗                 | 8                     | 2                     |                       |                       | 0                     |                       |

| 勝敗 | 対戦相手             | 試合結果                | 大会名                                         | 開催年月日     |
| ×    | ロブ・カーマン       | 2R 2:18 KO              | 硬派er-'92格闘技オリンピックⅠ                  | 1992年3月24日  |
| ×    | ピーター・アーツ     | 2R 2:42                 | リングス有明大会「光臨」                       | 1992年5月14日  |
| ×    | スタン・ザ・マン     | 1R 0:16 TKO（右肩脱臼） | 格闘技オリンピックIII〜'92カラテワールドカップ | 1992年10月4日  |
| ×    | ロブ・カーマン       | 2R 0:49 KO（左フック）  | 格闘技シンポジウム～総合格闘技完成前夜         | 1992年12月11日 |
| ○    | 青木真二郎           | 1R 0:40 KO              | K-1 GRANDPRIX前哨戦～聖戦Ⅰ～                   | 1993年3月30日  |
| ○    | 岩下伸樹             | 1R 1:56 KO              | リングス格後楽園実験リーグ '93 Round2          | 1993年4月30日  |
| ○    | 力王                 | 4R 2:22 KO（3ダウン）   | 全日本キックボクシング EVOLUTION STEP 3        | 1993年5月22日  |
| ○    | ラベル・ロビンソン   | 5R 判定3-0              | K-1 聖戦～SANCTUARY Ⅲ～風林火山“風の章”        | 1993年6月25日  |
| ○    | ジェラルド・ゴルドー | 2R 2:07 KO              | K-1 ILLUSION 風林火山 "林の章"                 | 1993年9月4日   |
| ○    | ヤン・ロムルダー     | 2R 2:36 TKO             | K-1 Andy's Glove                               | 1993年11月15日 |
| ○    | ボブ・ゼンキフォー   | 1R 0:43 KO              | K-2 GRAND PRIX '93 準々決勝                    | 1993年12月19日 |
| ×    | アーネスト・ホースト | 1R 2:13 KO              | K-2 GRAND PRIX '93 準決勝                      | 1993年12月19日 |
| ○    | 赤士馬ヤスト         | KO                      | マーシャルアーツ日本キックボクシング連盟       | 1994年1月22日  |
| ×    | アルテム・トノヤン   | 1R 2:36 KO              | K-2 Plus Tournament 1994 準々決勝              | 1994年4月30日  |
| ○    | マンソン・ギブソン   | 5R 判定                 | S-CUP Thunder and lightning                    | 1995年8月24日  |
| ○    | ビル・ラスファー     | 2R 3:40 KO              | S-cup BOMBER                                   | 1995年10月27日 |
| ×    | レイ・セフォー       | 1R 2:20 KO              | K-1 WORLD GP 2001 in OSAKA 準々決勝            | 2001年4月29日  |
| ○    | ピーター・グラハム   | 1R 1:29 KO              | K-1 WORLD GP 2001 in OSAKA 準決勝              | 2001年4月29日  |
| ×    | ジェロム・レ・バンナ | 1R 0:46 KO              | K-1 WORLD GP 2001 in OSAKA 決勝                | 2001年4月29日  |
| ○    | マイク・ベルナルド   | 1R 2:27 KO              | K-1 WORLD GP 2001 in FUKUOKA 準決勝            | 2001年10月8日  |
| ×    | マーク・ハント       | 3R 1:38 TKO             | K-1 WORLD GP 2001 in FUKUOKA 決勝              | 2001年10月8日  |
| ×    | マイク・ベルナルド   | 3R 判定3-0              | K-1 WORLD GP 2001 決勝戦 リザーブマッチ        | 2001年12月8日  |
| ○    | クレイ・アウミタギ   | 2R 1:48 TKO             | K-1 WORLD GP 2002 メルボルン大会 準々決勝      | 2002年2月18日  |
| ○    | ジェイソン・サティー | 3R 判定3-0              | K-1 WORLD GP 2002 メルボルン大会 準決勝        | 2002年2月18日  |
| ○    | アンドリュー・ペック | 1R 1:50 KO              | K-1 WORLD GP 2002 メルボルン大会 決勝          | 2002年2月18日  |
| ×    | パヴェル・マイヤー   | 3R 判定3-0              | K-1 WORLD GP 2002 in LAS VEGAS                 | 2002年8月7日   |
| ×    | グルカン・オズカン   | 6R 判定3-0              |                                                | 2002年10月11日 |

### プロボクシング
- プロボクシング: 18戦 14勝 14KO 4敗

| 戦           | 日付           | 勝敗 | 時間 | 内容 | 対戦相手                   | 国籍             | 備考                                                         |
| ------------ | -------------- | ---- | ---- | ---- | -------------------------- | ---------------- | ------------------------------------------------------------ |
| 1            | 1996年11月12日 | 勝利 | 1R   | KO   | フィル・グレゴリー         | オーストラリア   | プロデビュー戦                                               |
| 5            | 1997年12月6日  | 勝利 | 1R   | KO   | ケビン・ワグスタッフ       | オーストラリア   | PABAクルーザー級王座決定戦・獲得                             |
| 7            | 1998年4月5日   | 負   | 1R   | KO   | バレリー・ビクホル         | ロシア           | PABAクルーザー級王座陥落                                     |
| 9            | 1999年8月5日   | 勝利 | 3R   | TKO  | フィル・グレゴリー         | オーストラリア   | OBAクルーザー級王座決定戦・獲得                              |
| 10           | 1999年3月15日  | 負   | 1R   | KO   | ウェイン・ブライスウェイト | ガイアナ         | WBB世界クルーザー級王座決定戦                                |
| 12           | 1999年8月17日  | 勝利 | 1R   | TKO  | モセセ・ソロビ             | オーストラリア   | OPBFクルーザー級王座決定戦・獲得                             |
| 13           | 1999年10月16日 | 勝利 | 4R   | TKO  | ライトニング・ルペ         | ニュージーランド | OBAクルーザー級王座・防衛1                                   |
| 15           | 2000年3月24日  | 勝利 | 7R   | TKO  | トスカ・ペトリディス       | オーストラリア   | OPBFクルーザー級王座防衛、オーストラリアクルーザー級王座獲得 |
| 16           | 2000年6月24日  | 勝利 | 4R   | TKO  | ブルース・スコット         | ジャマイカ       | コモンウェルスイギリス連邦クルーザー級王座決定戦・獲得       |
| 17           | 2000年10月7日  | 負   | 5R   | KO   | ジョニー・ネルソン         | イギリス         | WBO世界クルーザー級王座挑戦                                  |
| 18           | 2001年2月17日  | 負   | 8R   | TKO  | セバスチャン・ロスマン     | 南アフリカ       | WBU世界クルーザー級王座挑戦・失敗                            |
| テンプレート |                |      |      |      |                            |                  |                                                              |

## 獲得タイトル
- キックボクシング
  - K-1 WORLD GP 2001 in OSAKA 準優勝
  - K-1 WORLD GP 2001 in FUKUOKA 世界最終予選 Bブロック 準優勝
  - K-1 WORLD GP 2002 オセアニア大会 優勝
  - 第2代SB世界スーパーイーグル級王座（0度防衛）
  - UKF世界クルーザー級王座
  - ISKAフルコンタクト世界ライトクルーザー級王座
  - ISKAムエタイ世界ライトクルーザー級王座
  - WKAキックボクシング世界クルーザー級王座
- ボクシング
  - 第13代オーストラリアクルーザー級王座（0度防衛）
  - 第2代OBAクルーザー級王座（1度防衛）
  - 第3代PABAクルーザー級王者（0度防衛）
  - 第8代OPBF東洋太平洋クルーザー級王座（1度防衛）
  - 第10代コモンウェルスイギリス連邦クルーザー級王座（0度防衛）